# Княжеский камень

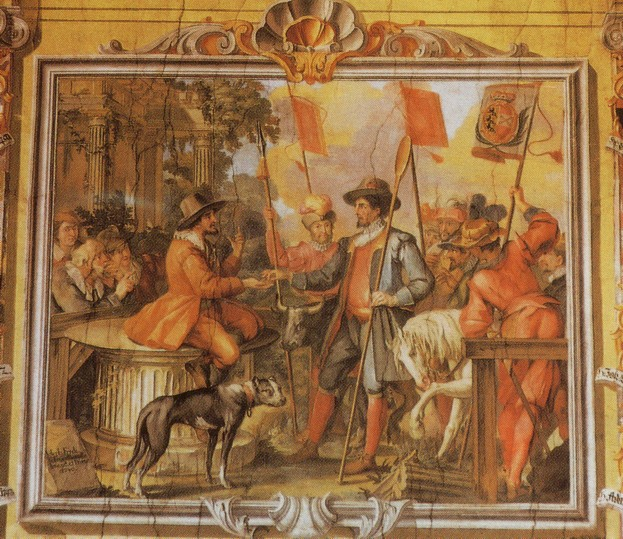
Клагенфуртская фреска с изображением герцога Каринтии, сидящего на княжеском камне.

Княжеский камень (нем. Fürstenstein; словен. Knežji kamen) — перевёрнутое основание античной ионической колонны из Цолльфельдской долины, которое играло ключевую роль в церемониале венчания на престол герцогов Каринтии, а изначально правителей одного из самых ранних славянских государств — Карантании.

## Интронизационный церемониал
Церемония начиналась с того, что на камень садился крестьянин, возможно, символизировавший собой народ. При приближении кандидата на герцогский престол он обряжал его в крестьянское платье, вручал ему посох, или жезл, и позволял взобраться на камень с обнажённым мечом в руке.
Будущий герцог должен был повернуться на все четыре стороны света. После этого его вели на коронацию в соборный храм Мариа-Заль, после чего он мог занять своё место на каменном троне, который до сих пор стоит на Госпосветском поле.
Очевидная древность церемониала позволяет предположить, что таким же образом происходило избрание на царство правителей Карантании. Сам камень происходит из развалин Вирунума, главного города римской провинции Норик, который под названием Крнски град служил столицей Карантании (ныне это долина Цолльфельд в Австрии).
Первый герцог, об избрании которого на княжеском камне сохранилось свидетельство современников, — Генрих II. Его потомки велели нанести на поверхность камня изображение герба Каринтии. Последний раз церемония проводилась в 1414 году.

## Дальнейшая история и упоминания

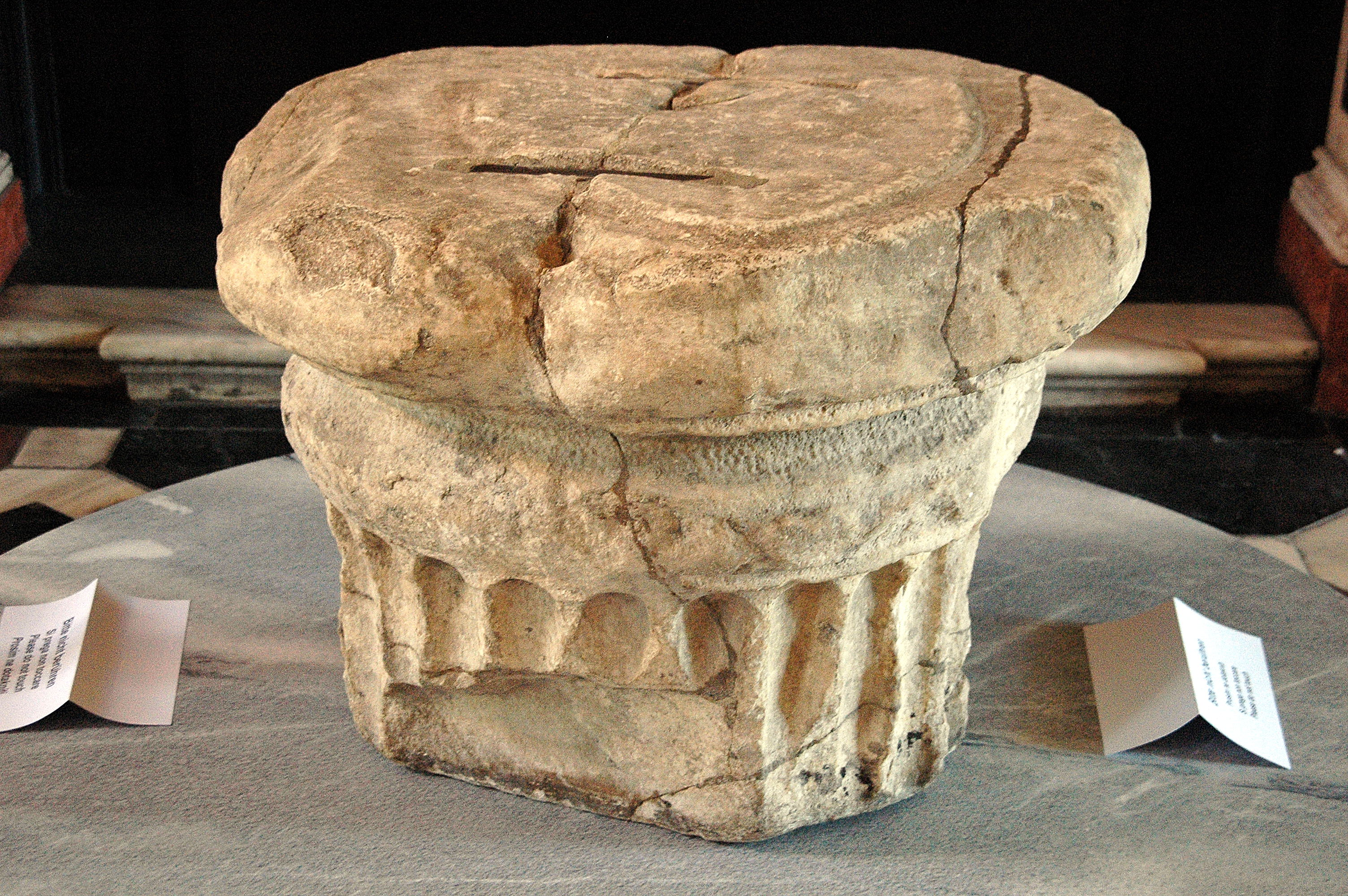
Княжеский камень в музее Клагенфурта.

В 1862 году камень как историческая реликвия был перенесён из долины в здание регионального парламента в Клагенфурте. Затем выставлялся в местном музее, пока губернатор Йорг Хайдер не распорядился в 2006 году вернуть его в здание парламента.
Изображение Княжеского Камня имелось на первых банкнотах независимой  Словении  образца 1991—1992 гг. Этим правительство Словении пыталось проследить преемственность словенского и карантанского государства, что вызывало протесты некоторых австрийцев.  В настоящее время камень можно увидеть на словенских монетах номиналом в 2 евроцента.
Церемонию интронизации герцогов Каринтии в подробностях описал средневековый хронист Иоанн из Виктринга. В эпоху Ренессанса описание было повторено в книге Жана Бодена Six livres de la Republique. Существует точка зрения, что поскольку эту книгу читал Томас Джефферсон, карантанский обряд избрания князя повлиял на церемонию вступления в должность президента США. 